# Gaspar de Robles
Gaspar de Robles y Leyte (Madrid, 1527 - Amberes, 1585), barón de Velli, conocido en Artois como Velli (del francés: Billy), fue un estatúder de Frisia y Groninga al comienzo de la guerra de los Ochenta Años, desde 1568 hasta 1576.
Entre sus cargos y distinciones, de Robles sería barón de Velli por su matrimonio, caballero de la Orden de Santiago, comendador de Horcajo, capitán de infantería española, gobernador de Philippeville, coronel de infantería valona así como consejero de guerra de Don Juan de Austria y del Príncipe de Parma.

## Familia
Gaspar de Robles fue hijo de Doña Maria de Leyte, nodriza del rey Felipe II y de João Lopes de Robles.  En 1558 se casó con Juana de San Quintín, II baronesa de Velli, convirtiéndose en señor del castillo y las tierras de Velli (del francés: Billy) en el condado de Artois, al sur de Lille.

## Carrera militar

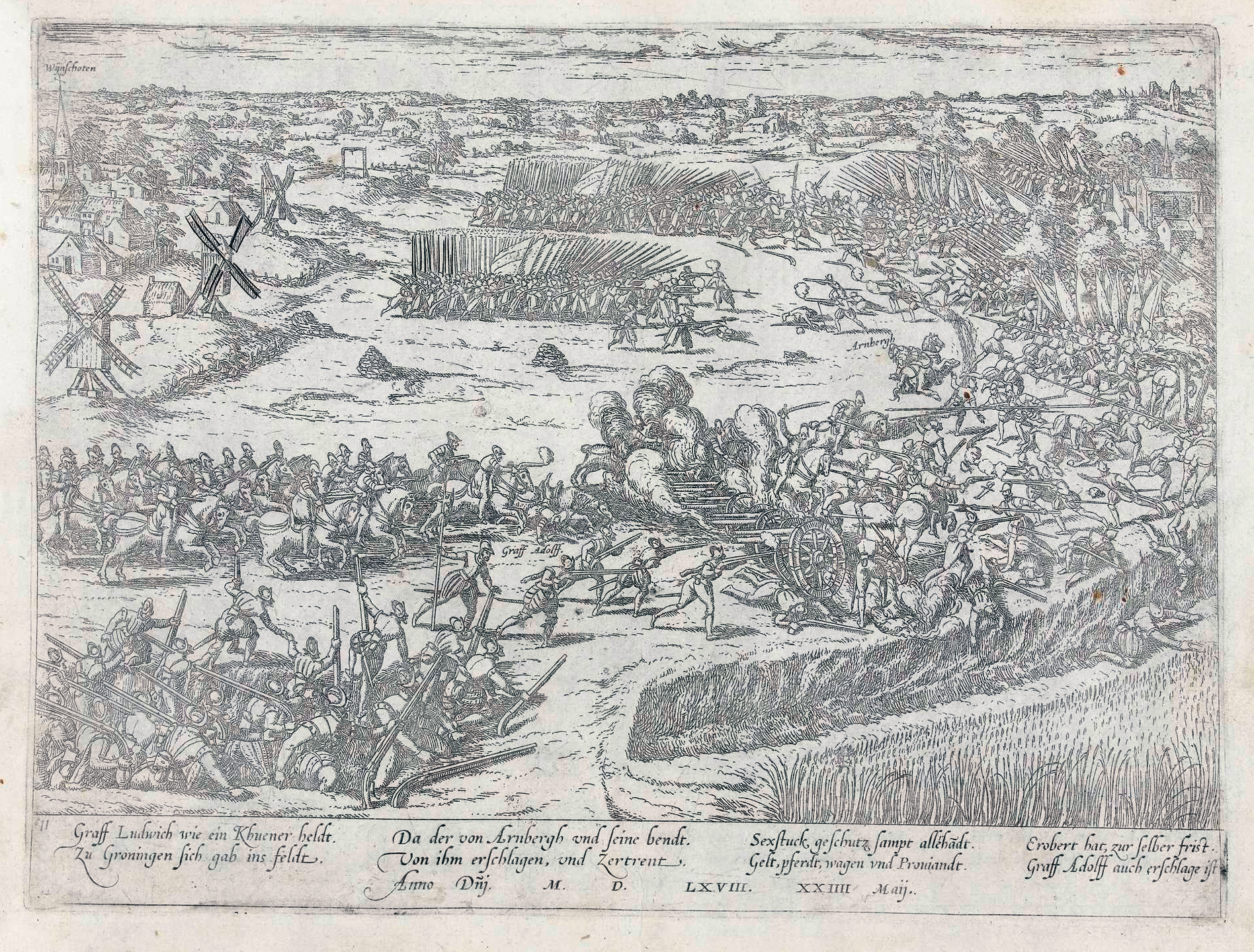
Batalla de Heiligerlee.

El 17 de mayo de 1568, Robles llegó a Harlingen con 1800 soldados valones bajo su mando. Seis días más tarde, fue derrotado por Luis de Nassau en la batalla de Heiligerlee, junto con el ejército español del conde de Aremberg, que cayó en combate.  Después, tomó parte en la victoriosa batalla de Jemmingen contra los rebeldes holandeses liderados por Nassau, que logró escapar.
Entonces, fue nombrado estatúder de Frisia e impidió el levantamiento de las ciudades frisias, que tenían defensas limitadas.
Apoyó a Fadrique Álvarez de Toledo en el asedio de Haarlem con 1000 soldados valones. El 23 de mayo de 1573, durante el asedio, fue herido por disparo de mosquete.

## Logros civiles

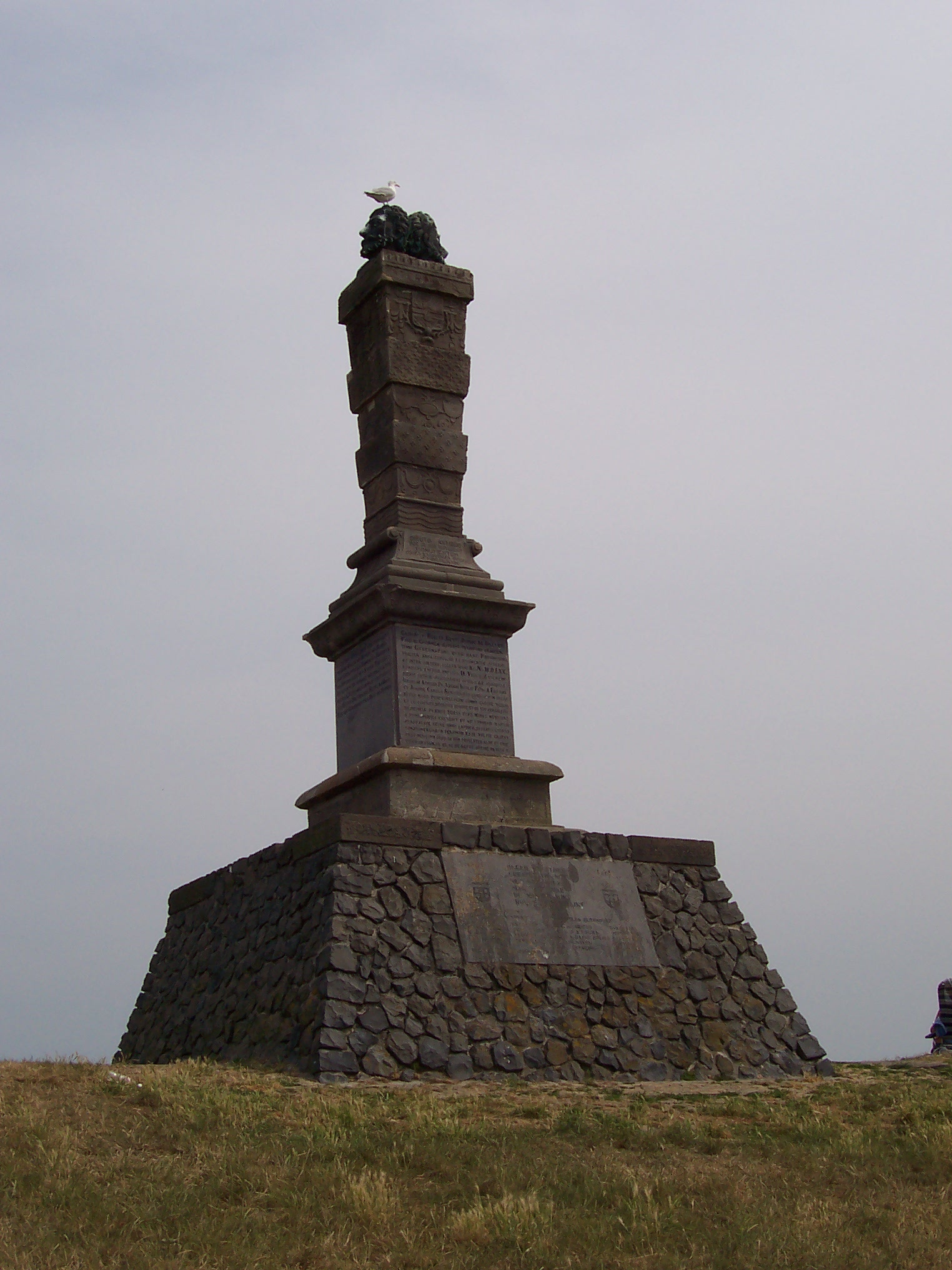
Monumento al Stenen Man.

El 1 de noviembre de 1570, la inundación de Todos los Santos asoló casi la totalidad de Frisia. La reparación de los diques era urgente, pero los frisios no lograban ponerse de acuerdo acerca de los costes. Gracias a los esfuerzos de Don Gaspar, se decidió rápidamente cerrar y fortalecer los diques, especialmente aquellos alrededor de Harlingen. Las obras se dividieron en dos grupos de trabajo, uno para el norte y otro para el sur. Cuando los diques quedaron terminados, el grupo del sur decidió levantar un monumento en el límite de sus territorios. Eligieron construir una columna conmemorativa a Don Gaspar que, con el tiempo, recibió el sobrenombre del Stenen Man (hombre de piedra).
Gaspar de Robles fue también el promotor de la construcción del Kolonelsdiep (canal del coronel, llamado así en honor suyo) entre Bergumermeer y Briltil, al este de Zuidhorn. Fue construido en tan sólo tres meses y se usó durante 400 años, siendo reemplazado en 1965 por un nuevo canal.

## Muerte
Gaspar de Robles murió el 4 de abril de 1585 durante el Sitio de Amberes. Los españoles habían bloqueado el río Escalda con un puente de barcos para cortar los suministros a la ciudad. Las tropas holandesas llevaron a cabo varios intentos fallidos de romper este bloqueo. Uno de ellos consistió en enviar dos barcos cargados de pólvora, el primero de los cuales explotó inocuamente contra la orilla. El segundo, no obstante, alcanzó el puente y acabó con la vida de más de 800 soldados españoles. Entre estas bajas se encontraba Gaspar de Robles.